# Racionalna vrsta zeta
Racionalna vrsta zeta je v matematiki predstavitev poljubnega realnega števila z neskončno vrsto, ki vsebuje racionalna števila, z Riemannovo funkcijo ζ(s) ali Hurvitzevo funkcijo ζ(s, q). Posebej je za dano realno število {\displaystyle x\,} racionalna vrsta ζ dana kot:
{\displaystyle x=\sum _{n=2}^{\infty }q_{n}\zeta (n,m)\!\,,}
kjer je {\displaystyle q_{n}\,} racionalno število, vrednost {\displaystyle m\,} je fiksna, {\displaystyle \zeta (s,m)\,} pa je Hurwitzeva funkcija ζ. Ni težko pokazati, da se na ta način lahko predstavi vsako realno število {\displaystyle x\,}.

## Elementarne vrste
Za celo število {\displaystyle m>1\ } je:
{\displaystyle x=\sum _{n=2}^{\infty }q_{n}\left[\zeta (n)-\sum _{k=1}^{m-1}k^{-n}\right]\!\,.}
Za {\displaystyle m=2\,} ima več zanimivih števil preproste izraze kot racionalne vrste ζ:
{\displaystyle 1=\sum _{n=2}^{\infty }\left[\zeta (n)-1\right]\!\,}
in:
{\displaystyle 1-\gamma =\sum _{n=2}^{\infty }{\frac {1}{n}}\left[\zeta (n)-1\right]=0,422784335098\ldots \!\,,} (OEIS A153810),
kjer je γ Euler-Mascheronijeva konstanta. Vrsta:
{\displaystyle \ln 2=\sum _{n=1}^{\infty }{\frac {1}{n}}\left[\zeta (2n)-1\right]\!\,}
sledi iz vsote Gauss-Kuzminove porazdelitve. Obstajata tudi vrsti za število π:
{\displaystyle \ln \pi =\sum _{n=2}^{\infty }{\frac {2(3/2)^{n}-3}{n}}\left[\zeta (n)-1\right]\!\,}
in:
{\displaystyle {\frac {13}{30}}-{\frac {\pi }{8}}=\sum _{n=1}^{\infty }{\frac {1}{4^{2n}}}\left[\zeta (2n)-1\right]\!\,,}
ki je pomembna zaradi hitre konvergence. Zadnja vrsta sledi iz splošne enakosti:
{\displaystyle \sum _{n=1}^{\infty }(-1)^{n}t^{2n}\left[\zeta (2n)-1\right]={\frac {t^{2}}{1+t^{2}}}+{\frac {1-\pi t}{2}}-{\frac {\pi t}{e^{2\pi t}-1}}\!\,,}
ki sledi iz rodovne funkcije za Bernoullijeva števila {\displaystyle B_{n}\,}:
{\displaystyle {\frac {x}{e^{x}-1}}=\sum _{n=0}^{\infty }B_{n}{\frac {t^{n}}{n!}}\!\,.}
Adamchik in Srivastava sta podala podobno vrsto:
{\displaystyle \sum _{n=1}^{\infty }{\frac {t^{2n}}{n}}\zeta (2n)=\ln \left({\frac {\pi t}{\sin(\pi t)}}\right)\!\,.}

## Vrste povezane s funkcijo poligama
Iz Taylorjeve vste za funkcijo poligama v točki {\displaystyle z=1\,} se lahko ipelje več dodatnih povezanih izrazov. Taylorejeva vrsta v tej točki je:
{\displaystyle \psi ^{(m)}(z+1)=\sum _{k=0}^{\infty }(-1)^{m+k+1}(m+k)!\;\zeta (m+k+1)\;{\frac {z^{k}}{k!}}\!\,.}
Vrsta konvergira za {\displaystyle |z|<1\,}. Posebni primer je:
{\displaystyle \sum _{n=2}^{\infty }t^{n}\left[\zeta (n)-1\right]=-t\left[\gamma +\psi (1-t)-{\frac {t}{1-t}}\right],\qquad (|t|<2)\!\,.}
Tukaj je ψ funkcija digama,  {\displaystyle \psi ^{(m)}\,} pa je funkcija poligama. Lahko se izpelje več vrst z binomskimi koeficienti:
{\displaystyle \sum _{k=0}^{\infty }{k+\nu +1 \choose k}\left[\zeta (k+\nu +2)-1\right]=\zeta (\nu +2)\!\,,}
kjer je {\displaystyle \nu \,} kompleksno število. Izraz sledi iz razvoja v vrsto Hurwitzeve ζ:
{\displaystyle \zeta (s,x+y)=\sum _{k=0}^{\infty }{s+k-1 \choose s-1}(-y)^{k}\zeta (s+k,x)\!\,}
v točki {\displaystyle y=-1\,}. Podobne vrste se lahko izpeljejo s preprosto algebro:
{\displaystyle \sum _{k=0}^{\infty }{k+\nu +1 \choose k+1}\left[\zeta (k+\nu +2)-1\right]=1\!\,}
in alternirajoče vrste:
{\displaystyle \sum _{k=0}^{\infty }(-1)^{k}{k+\nu +1 \choose k+1}\left[\zeta (k+\nu +2)-1\right]=2^{-(\nu +1)}\!\,,}
{\displaystyle \sum _{k=0}^{\infty }(-1)^{k}{k+\nu +1 \choose k+2}\left[\zeta (k+\nu +2)-1\right]=\nu \left[\zeta (\nu +1)-1\right]-2^{-\nu }\!\,,}
{\displaystyle \sum _{k=0}^{\infty }(-1)^{k}{k+\nu +1 \choose k}\left[\zeta (k+\nu +2)-1\right]=\zeta (\nu +2)-1-2^{-(\nu +2)}\!\,.}
Za celo število {\displaystyle n\geq 0\,} se lahko vrsta:
{\displaystyle S_{n}=\sum _{k=0}^{\infty }{k+n \choose k}\left[\zeta (k+n+2)-1\right]\!\,}
zapiše kot končna vsota:
{\displaystyle S_{n}=(-1)^{n}\left[1+\sum _{k=1}^{n}\zeta (k+1)\right]\!\,.}
Izraz sledi iz preproste rekurzivne enačbe {\displaystyle S_{n}+S_{n+1}=\zeta (n+2)\,}.
Naslednja vrsta:
{\displaystyle T_{n}=\sum _{k=0}^{\infty }{k+n-1 \choose k}\left[\zeta (k+n+2)-1\right]\!\,}
se lahko za celo število {\displaystyle n\geq 1\,} zapiše kot:
{\displaystyle T_{n}=(-1)^{n+1}\left[n+1-\zeta (2)+\sum _{k=1}^{n-1}(-1)^{k}(n-k)\zeta (k+1)\right]\!\,.}
Izraz sledi iz enakosti {\displaystyle T_{n}+T_{n+1}=S_{n}\,}. Ta proces se lahko uporabi rekurzivno za končno vsoto splošnih izrazov oblike:
{\displaystyle \sum _{k=0}^{\infty }{k+n-m \choose k}\left[\zeta (k+n+2)-1\right],\qquad (m\in \mathbb {Z} ^{+})\!\,.}

## Polcele potenčne vrste
Podobne vrste se lahko razvijejo z raziskovanjem Hurwitzeve funkcije ζ za polcela števila. Tako je na primer vrsta:
{\displaystyle \sum _{k=0}^{\infty }{\frac {\zeta (k+n+2)-1}{2^{k}}}{{n+k+1} \choose {n+1}}=\left(2^{n+2}-1\right)\zeta (n+2)-1\!\,.}

## Izrazi v obliki p-vrst (hiperharmoničnih vrst)
Adamchik in Srivastava sta podala vrsti:
{\displaystyle \sum _{n=2}^{\infty }n^{m}\left[\zeta (n)-1\right]=\,+\sum _{k=1}^{m}k!\;S(m+1,k+1)\zeta (k+1)\!\ ,}
in:
{\displaystyle \sum _{n=2}^{\infty }(-1)^{n}n^{m}\left[\zeta (n)-1\right]=-1\,+\,{\frac {1-2^{m+1}}{m+1}}B_{m+1}\,-\sum _{k=1}^{m}(-1)^{k}k!\;S(m+1,k+1)\zeta (k+1)\!\,,}
kjer so {\displaystyle B_{k}\,} Bernoullijeva števila, {\displaystyle S(m,k)\,} pa Stirlingova števila 2. vrste.

## Druge vrste
Drugi konstanti s pomembnima racionalnima vrstama ζ sta na primer:
- Hinčinova konstanta
- Apéryjeva konstanta {\displaystyle \zeta (3)\,}